# Triglachromis otostigma
Triglachromis otostigma är en fiskart som först beskrevs av Regan 1920.  Triglachromis otostigma ingår i släktet Triglachromis och familjen Cichlidae. IUCN kategoriserar arten globalt som livskraftig. Inga underarter finns listade i Catalogue of Life.